# Anna Åsdell
Anna Celie Åsdell, född 27 oktober 1985 i Lycksele, är en sydsamisk och svensk skådespelare, röstskådespelare och sångare.

## Biografi
Anna Åsdell har sedan 2008 varit verksam vid Giron Sámi Teáhter där hon bland annat medverkat i När vinterns stjärnor lyser här. Dels 2018 i Tonje i Glimmerdalen där hon spelade en av huvudkaraktärerna Sïlpevaerie och dels 2022 i Bergvaktarens hemlighet där hon spelade Matteos, en av huvudrollsinnehavarnas, mamma. I Snödrömmar, 2024 års julkalender på SVT, spelade hon en av huvudrollerna som mamma Maggan.

## Filmografi (i urval)
- 2024 – Snödrömmar (TV-serie)